# Saison 2023-2024 des Timberwolves du Minnesota
La saison 2023-2024 des Timberwolves du Minnesota est la 35e saison de la franchise en National Basketball Association (NBA).
Le 31 mars, les Timberwolves se qualifient pour les playoffs. 
Le 19 mai, les Timberwolves se qualifient en finale de la conférence ouest 20 ans après leur dernière au terme d'un record lors du match 7 après avoir été mené de 15 points à la mi-temps. 
Le 30 mai, ils sont éliminés par les Mavericks de Dallas en finales de conférence (1-4) après avoir battu les Suns de Phoenix au premier tour (4-0) et les Nuggets de Denver en demi-finales de conférence (4-3). 

## Draft
| Tour | Choix | Joueur       | Poste | Nationalité | Provenance       |
| ---- | ----- | ------------ | ----- | ----------- | ---------------- |
| 2    | 53    | Jaylen Clark | SG    | États-Unis  | Bruins de l'UCLA |

## Matchs

### Summer League
| Summer League Total: 1-4 |

| Match | Date match | Équipe              | Score    | Meilleur marqueur     | Meilleur rebondeur  | Meilleur passeur     | Lieux Spectateurs      | Série |
| ----- | ---------- | ------------------- | -------- | --------------------- | ------------------- | -------------------- | ---------------------- | ----- |
| 1     | 7 juillet  | La Nouvelle-Orléans | V 102-88 | Brandon Williams (24) | Leonard Miller (11) | Wendell Moore (6)    | Cox Pavilion 0         | 1 - 0 |
| 2     | 10 juillet | Utah                | D 96-108 | Leonard Miller (20)   | Josh Minott (6)     | Brandon Williams (7) | Cox Pavilion 0         | 1 - 1 |
| 3     | 12 juillet | Atlanta             | D 93-99  | Brandon Williams (23) | Josh Minott (8)     | D. J. Carton (7)     | Thomas & Mack Center 0 | 1 - 2 |
| 4     | 13 juillet | Sacramento          | D 80-93  | Josh Minott (18)      | Leonard Miller (11) | D. J. Carton (9)     | Cox Pavilion 0         | 1 - 3 |
| 5     | 15 juillet | Charlotte           | D 92-109 | Javonte Cooke (16)    | Leonard Miller (7)  | D. J. Carton (7)     | Thomas & Mack Center 0 | 1 - 4 |

### Pré-saison
| Pré-saison Total: 5-0 (Domicile : 2-0; Extérieur : 3-0) |

| Match | Date match | Équipe           | Score     | Meilleur marqueur       | Meilleur rebondeur  | Meilleur passeur               | Lieux Spectateurs            | Série |
| ----- | ---------- | ---------------- | --------- | ----------------------- | ------------------- | ------------------------------ | ---------------------------- | ----- |
| 1     | 5 octobre  | Dallas           | V 111-99  | Karl-Anthony Towns (20) | Rudy Gobert (8)     | Alexander-Walker, Anderson (5) | Etihad Arena 0               | 1 - 0 |
| 2     | 7 octobre  | @ Dallas         | V 104-96  | Reid, Towns (14)        | Garza, Gobert (5)   | Jordan McLaughlin (4)          | Etihad Arena 12 009          | 2 - 0 |
| 3     | 14 octobre | @ New York       | V 121-112 | Naz Reid (22)           | Rudy Gobert (9)     | Kyle Anderson (8)              | Madison Square Garden 19 018 | 3 - 0 |
| 4     | 17 octobre | Maccabi Ra'anana | V 138-111 | Luka Garza (30)         | Leonard Miller (15) | Daishen Nix (10)               | Target Center 8 828          | 4 - 0 |
| 5     | 19 octobre | @ Chicago        | V 114-105 | Anthony Edwards (19)    | Naz Reid (8)        | Trois joueurs (4)              | United Center 18 754         | 5 - 0 |

### Saison régulière
| Saison régulière Total: 56-26 (Domicile : 30-11; Extérieur : 26-15) |

| Match | Date match | Équipe    | Score     | Meilleur marqueur    | Meilleur rebondeur   | Meilleur passeur    | Lieux Spectateurs       | Série |
| ----- | ---------- | --------- | --------- | -------------------- | -------------------- | ------------------- | ----------------------- | ----- |
| 1     | 25 octobre | @ Toronto | D 94-97   | Anthony Edwards (26) | Anthony Edwards (14) | Kyle Anderson (5)   | Scotiabank Arena 19 800 | 0 - 1 |
| 2     | 28 octobre | Miami     | V 106-90  | Naz Reid (25)        | Rudy Gobert (14)     | Anthony Edwards (7) | Target Center 18 024    | 1 - 1 |
| 3     | 30 octobre | @ Atlanta | D 113-127 | Anthony Edwards (31) | Rudy Gobert (13)     | Anthony Edwards (7) | State Farm Arena 15 504 | 1 - 2 |

| Match                                                                      | Date match   | Équipe                | Score          | Meilleur marqueur       | Meilleur rebondeur      | Meilleur passeur                  | Lieux Spectateurs           | Série  |
| -------------------------------------------------------------------------- | ------------ | --------------------- | -------------- | ----------------------- | ----------------------- | --------------------------------- | --------------------------- | ------ |
| 4                                                                          | 1er novembre | Denver                | V 110-89       | Anthony Edwards (24)    | Rudy Gobert (12)        | Mike Conley, Jr. (6)              | Target Center 18 024        | 2 - 2  |
| 5                                                                          | 4 novembre   | Utah                  | V 123-95       | Anthony Edwards (31)    | Rudy Gobert (10)        | Trois joueurs (6)                 | Target Center 18 024        | 3 - 2  |
| 6                                                                          | 6 novembre   | Boston                | V 114-109 (OT) | Anthony Edwards (38)    | Rudy Gobert (12)        | Anthony Edwards (7)               | Target Center 18 024        | 4 - 2  |
| 7                                                                          | 8 novembre   | La Nouvelle-Orléans   | V 122-101      | Anthony Edwards (26)    | Rudy Gobert (21)        | Alexander-Walker, Edwards (8)     | Target Center 18 024        | 5 - 2  |
| 8                                                                          | 10 novembre  | @ San Antonio*        | V 117-110      | Karl-Anthony Towns (29) | Karl-Anthony Towns (12) | Mike Conley, Jr. (6)              | Frost Bank Center 18 354    | 6 - 2  |
| 9                                                                          | 12 novembre  | @ Golden State        | V 116-110      | Anthony Edwards (33)    | Karl-Anthony Towns (14) | Mike Conley, Jr. (9)              | Chase Center 18 064         | 7 - 2  |
| 10                                                                         | 14 novembre  | @ Golden State*       | V 104-101      | Karl-Anthony Towns (33) | Rudy Gobert (13)        | Mike Conley, Jr. (8)              | Chase Center 18 064         | 8 - 2  |
| 11                                                                         | 15 novembre  | @ Phoenix             | D 115-133      | Karl-Anthony Towns (25) | Rudy Gobert (8)         | Anthony Edwards (4)               | Footprint Center 17 071     | 8 - 3  |
| 12                                                                         | 18 novembre  | @ La Nouvelle-Orléans | V 121-120      | Karl-Anthony Towns (29) | Rudy Gobert (11)        | Karl-Anthony Towns (9)            | Smoothie King Center 15 536 | 9 - 3  |
| 13                                                                         | 20 novembre  | New York              | V 117-100      | Anthony Edwards (23)    | Anthony Edwards (10)    | Trois joueurs (5)                 | Target Center 18 024        | 10 - 3 |
| 14                                                                         | 22 novembre  | Philadelphie          | V 112-99       | Anthony Edwards (31)    | Gobert, Towns (11)      | Mike Conley, Jr. (8)              | Target Center 18 024        | 11 - 3 |
| 15                                                                         | 24 novembre  | Sacramento*           | D 111-124      | Anthony Edwards (35)    | Gobert, Towns (11)      | Mike Conley, Jr. (9)              | Target Center 18 024        | 11 - 4 |
| 16                                                                         | 26 novembre  | @ Memphis             | V 119-97       | Anthony Edwards (24)    | Karl-Anthony Towns (8)  | Mike Conley, Jr. (10)             | FedExForum 15 764           | 12 - 4 |
| 17                                                                         | 28 novembre  | Oklahoma City*        | V 106-103      | Anthony Edwards (21)    | Rudy Gobert (16)        | Mike Conley, Jr. (8)              | Target Center 18 024        | 13 - 4 |
| 18                                                                         | 30 novembre  | Utah                  | V 101-90       | Karl-Anthony Towns (32) | Rudy Gobert (13)        | Alexander-Walker, Conley, Jr. (7) | Target Center 18 024        | 14 - 4 |
| *Matchs comptant pour la phase de groupe du NBA In-Season Tournament 2023. |              |                       |                |                         |                         |                                   |                             |        |

| Match | Date match  | Équipe                | Score     | Meilleur marqueur       | Meilleur rebondeur      | Meilleur passeur          | Lieux Spectateurs               | Série  |
| ----- | ----------- | --------------------- | --------- | ----------------------- | ----------------------- | ------------------------- | ------------------------------- | ------ |
| 19    | 2 décembre  | @ Charlotte           | V 123-117 | Karl-Anthony Towns (28) | Rudy Gobert (12)        | Mike Conley, Jr. (10)     | Spectrum Center 17 731          | 15 - 4 |
| 20    | 6 décembre  | San Antonio           | V 102-94  | Mike Conley, Jr. (18)   | Rudy Gobert (20)        | Anthony Edwards (6)       | Target Center 18 024            | 16 - 4 |
| 21    | 8 décembre  | @ Memphis             | V 127-103 | Karl-Anthony Towns (24) | Rudy Gobert (20)        | Mike Conley, Jr. (7)      | FedExForum 15 577               | 17 - 4 |
| 22    | 11 décembre | @ La Nouvelle-Orléans | D 107-121 | Trois joueurs (17)      | Karl-Anthony Towns (12) | Mike Conley, Jr. (7)      | Smoothie King Center 16 487     | 17 - 5 |
| 23    | 14 décembre | @ Dallas              | V 119-101 | Naz Reid (27)           | Karl-Anthony Towns (17) | Anthony Edwards (11)      | American Airlines Center 20 177 | 18 - 5 |
| 24    | 16 décembre | Indiana               | V 127-109 | Karl-Anthony Towns (40) | Karl-Anthony Towns (12) | Kyle Anderson (10)        | Target Center 18 024            | 19 - 5 |
| 25    | 18 décembre | @ Miami               | V 112-108 | Anthony Edwards (32)    | Rudy Gobert (16)        | Mike Conley, Jr. (6)      | Kaseya Center 19 819            | 20 - 5 |
| 26    | 20 décembre | @ Philadelphie        | D 113-127 | Anthony Edwards (27)    | Karl-Anthony Towns (13) | Anthony Edwards (5)       | Wells Fargo Center 20 365       | 20 - 6 |
| 27    | 21 décembre | L.A. Lakers           | V 118-111 | Anthony Edwards (27)    | Rudy Gobert (13)        | Mike Conley, Jr. (8)      | Target Center 18 024            | 21 - 6 |
| 28    | 23 décembre | @ Sacramento          | V 110-98  | Anthony Edwards (34)    | Rudy Gobert (17)        | Anthony Edwards (10)      | Golden 1 Center 17 983          | 22 - 6 |
| 29    | 26 décembre | @ Oklahoma City       | D 106-129 | Anthony Edwards (25)    | Edwards, Reid (7)       | Anthony Edwards (6)       | Paycom Center 18 203            | 22 - 7 |
| 30    | 28 décembre | Dallas                | V 118-110 | Anthony Edwards (44)    | Rudy Gobert (11)        | Mike Conley, Jr. (6)      | Target Center 18 024            | 23 - 7 |
| 31    | 30 décembre | L.A. Lakers           | V 108-106 | Anthony Edwards (31)    | Rudy Gobert (13)        | Anderson, Conley, Jr. (7) | Target Center 18 024            | 24 - 7 |

| Match | Date match  | Équipe              | Score          | Meilleur marqueur       | Meilleur rebondeur      | Meilleur passeur        | Lieux Spectateurs               | Série   |
| ----- | ----------- | ------------------- | -------------- | ----------------------- | ----------------------- | ----------------------- | ------------------------------- | ------- |
| 32    | 1er janvier | @ New York          | D 106-112      | Anthony Edwards (35)    | Rudy Gobert (15)        | Mike Conley, Jr. (5)    | Madison Square Garden 19 812    | 24 - 8  |
| 33    | 3 janvier   | La Nouvelle-Orléans | D 106-117      | Anthony Edwards (35)    | Reid, Towns (6)         | Mike Conley, Jr. (9)    | Target Center 18 024            | 24 - 9  |
| 34    | 5 janvier   | @ Houston           | V 122-95       | Anthony Edwards (24)    | Rudy Gobert (12)        | Karl-Anthony Towns (6)  | Toyota Center 18 055            | 25 - 9  |
| 35    | 7 janvier   | @ Dallas            | D 108-115      | Anthony Edwards (36)    | Rudy Gobert (17)        | Mike Conley, Jr. (7)    | American Airlines Center 20 111 | 25 - 10 |
| 36    | 9 janvier   | @ Orlando           | V 113-92       | Karl-Anthony Towns (28) | Rudy Gobert (12)        | Mike Conley, Jr. (10)   | Kia Center 19 223               | 26 - 10 |
| 37    | 10 janvier  | @ Boston            | D 120-127 (OT) | Anthony Edwards (29)    | Karl-Anthony Towns (13) | Karl-Anthony Towns (6)  | TD Garden 19 156                | 26 - 11 |
| 38    | 12 janvier  | Portland            | V 116-93       | Rudy Gobert (24)        | Rudy Gobert (17)        | Mike Conley, Jr. (10)   | Target Center 18 024            | 27 - 11 |
| 39    | 14 janvier  | L.A. Clippers       | V 109-105      | Anthony Edwards (33)    | Rudy Gobert (18)        | Anthony Edwards (6)     | Target Center 18 024            | 28 - 11 |
| 40    | 17 janvier  | @ Détroit           | V 124-117      | Edwards, Towns (27)     | Rudy Gobert (16)        | Kyle Anderson (9)       | Little Caesars Arena 16 022     | 29 - 11 |
| 41    | 18 janvier  | Memphis             | V 118-103      | Anthony Edwards (28)    | Rudy Gobert (10)        | Mike Conley, Jr. (10)   | Target Center 18 024            | 30 - 11 |
| 42    | 20 janvier  | Oklahoma City       | D 97-102       | Edwards, Towns (19)     | Rudy Gobert (18)        | Anthony Edwards (5)     | Target Center 0                 | 30 - 12 |
| 43    | 22 janvier  | Charlotte           | D 125-128      | Karl-Anthony Towns (62) | Rudy Gobert (11)        | Anthony Edwards (11)    | Target Center 18 024            | 30 - 13 |
| 44    | 24 janvier  | @ Washington        | V 118-107      | Anthony Edwards (38)    | Rudy Gobert (16)        | Trois joueurs (5)       | Capital One Arena 15 446        | 31 - 13 |
| 45    | 25 janvier  | @ Brooklyn          | V 96-94        | Karl-Anthony Towns (27) | Rudy Gobert (13)        | Kyle Anderson (5)       | Barclays Center 17 732          | 32 - 13 |
| 46    | 27 janvier  | @ San Antonio       | D 112-113      | Anthony Edwards (32)    | Rudy Gobert (7)         | Anthony Edwards (12)    | Frost Bank Center 17 726        | 32 - 14 |
| 47    | 29 janvier  | @ Oklahoma City     | V 107-101      | Anthony Edwards (27)    | Rudy Gobert (18)        | Karl-Anthony Towns (6)  | Paycom Center 16 870            | 33 - 14 |
| 48    | 31 janvier  | Dallas              | V 121-87       | Karl-Anthony Towns (29) | Karl-Anthony Towns (9)  | Edwards, McLaughlin (5) | Target Center 18 024            | 34 - 14 |

| Match                  | Date match | Équipe          | Score          | Meilleur marqueur       | Meilleur rebondeur      | Meilleur passeur             | Lieux Spectateurs       | Série   |
| ---------------------- | ---------- | --------------- | -------------- | ----------------------- | ----------------------- | ---------------------------- | ----------------------- | ------- |
| 49                     | 2 février  | Orlando         | D 106-108      | Edwards, Gobert (22)    | Rudy Gobert (16)        | Mike Conley, Jr. (9)         | Target Center 18 024    | 34 - 15 |
| 50                     | 4 février  | Houston         | V 111-90       | Anthony Edwards (32)    | Rudy Gobert (13)        | Mike Conley, Jr. (9)         | Target Center 18 024    | 35 - 15 |
| 51                     | 6 février  | @ Chicago       | D 123-129 (OT) | Anthony Edwards (38)    | Rudy Gobert (16)        | Mike Conley, Jr. (8)         | United Center 20 949    | 35 - 16 |
| 52                     | 8 février  | @ Milwaukee     | V 129-105      | Anthony Edwards (26)    | Rudy Gobert (11)        | Conley, Jr., Edwards (9)     | Fiserv Forum 17 577     | 36 - 16 |
| 53                     | 12 février | @ L.A. Clippers | V 121-100      | Karl-Anthony Towns (24) | Rudy Gobert (10)        | Anthony Edwards (8)          | Crypto.com Arena 19 370 | 37 - 16 |
| 54                     | 13 février | @ Portland      | V 121-109      | Anthony Edwards (41)    | Rudy Gobert (15)        | Kyle Anderson (8)            | Moda Center 17 906      | 38 - 16 |
| 55                     | 15 février | @ Portland      | V 128-91       | Anthony Edwards (34)    | Rudy Gobert (12)        | Anthony Edwards (7)          | Moda Center 18 606      | 39 - 16 |
| NBA All-Star Game 2024 |            |                 |                |                         |                         |                              |                         |         |
| 56                     | 23 février | Milwaukee       | D 107-112      | Anthony Edwards (28)    | Rudy Gobert (19)        | Kyle Anderson (6)            | Target Center 18 024    | 39 - 17 |
| 57                     | 24 février | Brooklyn        | V 101-86       | Anthony Edwards (29)    | Trois joueurs (9)       | Morris, Towns (4)            | Target Center 18 024    | 40 - 17 |
| 58                     | 27 février | San Antonio     | V 114-105      | Anthony Edwards (34)    | Rudy Gobert (19)        | Nickeil Alexander-Walker (6) | Target Center 18 024    | 41 - 17 |
| 59                     | 28 février | Memphis         | V 110-101      | Anthony Edwards (34)    | Karl-Anthony Towns (11) | Mike Conley, Jr. (7)         | Target Center 18 024    | 42 - 17 |

| Match | Date match | Équipe          | Score          | Meilleur marqueur     | Meilleur rebondeur            | Meilleur passeur          | Lieux Spectateurs                 | Série   |
| ----- | ---------- | --------------- | -------------- | --------------------- | ----------------------------- | ------------------------- | --------------------------------- | ------- |
| 60    | 1er mars   | Sacramento      | D 120-124 (OT) | Jaden McDaniels (26)  | Rudy Gobert (16)              | Mike Conley, Jr. (8)      | Target Center 18 024              | 42 - 18 |
| 61    | 3 mars     | L.A. Clippers   | D 88-89        | Anthony Edwards (27)  | Rudy Gobert (16)              | Karl-Anthony Towns (8)    | Target Center 18 024              | 42 - 19 |
| 62    | 4 mars     | Portland        | V 119-114      | Rudy Gobert (25)      | Rudy Gobert (16)              | Conley, Jr., Morris (7)   | Target Center 18 024              | 43 - 19 |
| 63    | 7 mars     | @ Indiana       | V 113-111      | Anthony Edwards (44)  | Rudy Gobert (14)              | Jaden McDaniels (6)       | Gainbridge Fieldhouse 16 580      | 44 - 19 |
| 64    | 8 mars     | @ Cleveland     | D 104-113 (OT) | Naz Reid (34)         | Rudy Gobert (17)              | Anderson, Conley, Jr. (5) | Rocket Mortgage FieldHouse 19 432 | 44 - 20 |
| 65    | 10 mars    | @ L.A. Lakers   | D 109-120      | Edwards, Reid (25)    | Alexander-Walker, Edwards (7) | Anthony Edwards (7)       | Crypto.com Arena 18 997           | 44 - 21 |
| 66    | 12 mars    | @ L.A. Clippers | V 118-100      | Anthony Edwards (37)  | Rudy Gobert (11)              | Kyle Anderson (7)         | Crypto.com Arena 19 370           | 45 - 21 |
| 67    | 16 mars    | @ Utah          | V 119-100      | Anthony Edwards (31)  | Rudy Gobert (12)              | Kyle Anderson (9)         | Delta Center 18 206               | 46 - 21 |
| 68    | 18 mars    | @ Utah          | V 114-104      | Anthony Edwards (32)  | Jaden McDaniels (8)           | Anthony Edwards (8)       | Delta Center 18 206               | 47 - 21 |
| 69    | 19 mars    | Denver          | D 112-115      | Anthony Edwards (30)  | Anthony Edwards (8)           | Anthony Edwards (8)       | Target Center 18 024              | 47 - 22 |
| 70    | 22 mars    | Cleveland       | V 104-91       | Mike Conley, Jr. (21) | Rudy Gobert (15)              | Mike Conley, Jr. (6)      | Target Center 18 024              | 48 - 22 |
| 71    | 24 mars    | Golden State    | V 114-110      | Anthony Edwards (23)  | Gobert, Reid (12)             | Anthony Edwards (8)       | Target Center 18 024              | 49 - 22 |
| 72    | 27 mars    | Détroit         | V 106-91       | Naz Reid (21)         | Rudy Gobert (14)              | Mike Conley, Jr. (7)      | Target Center 18 024              | 50 - 22 |
| 73    | 29 mars    | @ Denver        | V 111-98       | Anthony Edwards (25)  | Rudy Gobert (11)              | Mike Conley, Jr. (8)      | Ball Arena 19 844                 | 51 - 22 |
| 74    | 31 mars    | Chicago         | D 101-109      | Anthony Edwards (22)  | Anthony Edwards (11)          | Mike Conley, Jr. (7)      | Target Center 18 024              | 51 - 23 |

| Match | Date match | Équipe        | Score     | Meilleur marqueur    | Meilleur rebondeur | Meilleur passeur        | Lieux Spectateurs       | Série   |
| ----- | ---------- | ------------- | --------- | -------------------- | ------------------ | ----------------------- | ----------------------- | ------- |
| 75    | 2 avril    | Houston       | V 113-106 | Naz Reid (25)        | Rudy Gobert (14)   | Kyle Anderson (9)       | Target Center 18 024    | 52 - 23 |
| 76    | 3 avril    | Toronto       | V 133-85  | Anthony Edwards (28) | Rudy Gobert (15)   | Anthony Edwards (6)     | Target Center 18 024    | 53 - 23 |
| 77    | 5 avril    | @ Phoenix     | D 87-97   | Anthony Edwards (17) | Naz Reid (11)      | Quatre joueurs (3)      | Footprint Center 17 071 | 53 - 24 |
| 78    | 7 avril    | @ L.A. Lakers | V 127-117 | Naz Reid (31)        | Rudy Gobert (16)   | Anthony Edwards (8)     | Crypto.com Arena 18 997 | 54 - 24 |
| 79    | 9 avril    | Washington    | V 130-121 | Anthony Edwards (51) | Rudy Gobert (16)   | Edwards, McLaughlin (7) | Target Center 18 024    | 55 - 24 |
| 80    | 10 avril   | @ Denver      | D 107-116 | Anthony Edwards (25) | Rudy Gobert (15)   | Anthony Edwards (4)     | Ball Arena 19 845       | 55 - 25 |
| 81    | 12 avril   | Atlanta       | V 109-106 | Rudy Gobert (25)     | Rudy Gobert (19)   | Mike Conley, Jr. (10)   | Target Center 18 024    | 56 - 25 |
| 82    | 14 avril   | Phoenix       | D 106-125 | Rudy Gobert (21)     | Rudy Gobert (7)    | Trois joueurs (4)       | Target Center 18 024    | 56 - 26 |

### Playoffs
| Playoffs Total: 8-7 (Domicile : 3-5; Extérieur : 5-2) |

| Match | Date match | Équipe    | Score     | Meilleur marqueur    | Meilleur rebondeur      | Meilleur passeur     | Lieux Spectateurs       | Série |
| ----- | ---------- | --------- | --------- | -------------------- | ----------------------- | -------------------- | ----------------------- | ----- |
| 1     | 20 avril   | Phoenix   | V 120-95  | Anthony Edwards (33) | Rudy Gobert (16)        | Mike Conley, Jr. (7) | Target Center 19 478    | 1 - 0 |
| 2     | 23 avril   | Phoenix   | V 105-93  | Jaden McDaniels (25) | Rudy Gobert (9)         | Anthony Edwards (8)  | Target Center 19 310    | 2 - 0 |
| 3     | 26 avril   | @ Phoenix | V 126-109 | Anthony Edwards (36) | Rudy Gobert (14)        | Mike Conley, Jr. (7) | Footprint Center 17 071 | 3 - 0 |
| 4     | 28 avril   | @ Phoenix | V 122-116 | Anthony Edwards (40) | Karl-Anthony Towns (10) | Mike Conley, Jr. (7) | Footprint Center 17 071 | 4 - 0 |

| Match | Date match | Équipe   | Score     | Meilleur marqueur       | Meilleur rebondeur       | Meilleur passeur       | Lieux Spectateurs    | Série |
| ----- | ---------- | -------- | --------- | ----------------------- | ------------------------ | ---------------------- | -------------------- | ----- |
| 1     | 4 mai      | @ Denver | V 106-99  | Anthony Edwards (43)    | Rudy Gobert (13)         | Mike Conley, Jr. (10)  | Ball Arena 19 915    | 1 - 0 |
| 2     | 6 mai      | @ Denver | V 106-80  | Edwards, Towns (27)     | Karl-Anthony Towns (12)  | Kyle Anderson (8)      | Ball Arena 19 942    | 2 - 0 |
| 3     | 10 mai     | Denver   | D 90-117  | Anthony Edwards (19)    | Conley, Jr., Edwards (6) | Mike Conley, Jr. (6)   | Target Center 19 733 | 2 - 1 |
| 4     | 12 mai     | Denver   | D 107-115 | Anthony Edwards (44)    | Rudy Gobert (14)         | Mike Conley, Jr. (9)   | Target Center 19 583 | 2 - 2 |
| 5     | 14 mai     | @ Denver | D 97-112  | Karl-Anthony Towns (23) | Rudy Gobert (11)         | Anthony Edwards (9)    | Ball Arena 19 992    | 2 - 3 |
| 6     | 16 mai     | Denver   | V 115-70  | Anthony Edwards (27)    | Rudy Gobert (14)         | Conley, Jr., Towns (5) | Target Center 19 187 | 3 - 3 |
| 7     | 19 mai     | @ Denver | V 98-90   | McDaniels, Towns (23)   | Karl-Anthony Towns (12)  | Anthony Edwards (7)    | Ball Arena 20 022    | 4 - 3 |

| Match | Date match | Équipe   | Score     | Meilleur marqueur    | Meilleur rebondeur      | Meilleur passeur    | Lieux Spectateurs               | Série |
| ----- | ---------- | -------- | --------- | -------------------- | ----------------------- | ------------------- | ------------------------------- | ----- |
| 1     | 22 mai     | Dallas   | D 105-108 | Jaden McDaniels (24) | Anthony Edwards (11)    | Anthony Edwards (8) | Target Center 19 433            | 0 - 1 |
| 2     | 24 mai     | Dallas   | D 108-109 | Naz Reid (23)        | Rudy Gobert (10)        | Anthony Edwards (7) | Target Center 19 636            | 0 - 2 |
| 3     | 26 mai     | @ Dallas | D 107-116 | Anthony Edwards (26) | Karl-Anthony Towns (11) | Anthony Edwards (9) | American Airlines Center 20 511 | 0 - 3 |
| 4     | 28 mai     | @ Dallas | V 105-100 | Anthony Edwards (29) | Edwards, Gobert (10)    | Anthony Edwards (9) | American Airlines Center 20 477 | 1 - 3 |
| 5     | 30 mai     | Dallas   | D 103-124 | Edwards, Towns (28)  | Karl-Anthony Towns (12) | Anthony Edwards (6) | Target Center 19 333            | 1 - 4 |

### Confrontations en saison régulière
| Conférence Est      | Conférence Est                              | Conférence Est                              | Conférence Ouest                            | Conférence Ouest                            | Conférence Ouest                            | Conférence Ouest                            | Conférence Ouest                            |
| Division Atlantique | Division Atlantique                         | Division Atlantique                         | Division Nord-Ouest                         | Division Nord-Ouest                         | Division Nord-Ouest                         | Division Nord-Ouest                         | Division Nord-Ouest                         |
| Équipe              | Domicile                                    | Extérieur                                   | Équipe                                      | Domicile                                    | Domicile                                    | Extérieur                                   | Extérieur                                   |
| ------------------- | ------------------------------------------- | ------------------------------------------- | ------------------------------------------- | ------------------------------------------- | ------------------------------------------- | ------------------------------------------- | ------------------------------------------- |
| Boston              | 114-109 (OT)                                | 120-127 (OT)                                | Denver                                      | 110-89                                      | 112-115                                     | 111-98                                      | 107-116                                     |
| Brooklyn            | 101-86                                      | 96-94                                       |                                             |                                             |                                             |                                             |                                             |
| New York            | 117-100                                     | 106-112                                     | Oklahoma City                               | 106-103                                     | 97-102                                      | 106-129                                     | 107-101                                     |
| Philadelphie        | 112-99                                      | 113-127                                     | Portland                                    | 116-93                                      | 119-114                                     | 121-109                                     | 128-91                                      |
| Toronto             | 133-85                                      | 94-97                                       | Utah                                        | 123-95                                      | 101-90                                      | 119-100                                     | 114-104                                     |
| Division            | 6-4 (Domicile : 5-0; Extérieur : 1-4)       | 6-4 (Domicile : 5-0; Extérieur : 1-4)       | Division                                    | 12-4 (Domicile : 6-2; Extérieur : 6-2)      | 12-4 (Domicile : 6-2; Extérieur : 6-2)      | 12-4 (Domicile : 6-2; Extérieur : 6-2)      | 12-4 (Domicile : 6-2; Extérieur : 6-2)      |
| Division Centrale   | Division Centrale                           | Division Centrale                           | Division Pacifique                          | Division Pacifique                          | Division Pacifique                          | Division Pacifique                          | Division Pacifique                          |
| Équipe              | Domicile                                    | Extérieur                                   | Équipe                                      | Domicile                                    | Domicile                                    | Extérieur                                   | Extérieur                                   |
| Chicago             | 101-109                                     | 123-129 (OT)                                | Golden State                                | 114-110                                     |                                             | 116-110                                     | 104-101                                     |
| Cleveland           | 104-91                                      | 104-113 (OT)                                | L.A. Clippers                               | 109-105                                     | 88-89                                       | 121-100                                     | 118-100                                     |
| Detroit             | 106-91                                      | 124-117                                     | L.A. Lakers                                 | 118-111                                     | 108-106                                     | 109-120                                     | 127-117                                     |
| Indiana             | 127-109                                     | 113-111                                     | Phoenix                                     | 106-125                                     |                                             | 115-133                                     | 87-97                                       |
| Milwaukee           | 107-112                                     | 129-105                                     | Sacramento                                  | 111-124                                     | 120-124 (OT)                                | 110-98                                      |                                             |
| Division            | 6-4 (Domicile : 3-2; Extérieur : 3-2)       | 6-4 (Domicile : 3-2; Extérieur : 3-2)       | Division                                    | 10-7 (Domicile : 4-4; Extérieur : 6-3)      | 10-7 (Domicile : 4-4; Extérieur : 6-3)      | 10-7 (Domicile : 4-4; Extérieur : 6-3)      | 10-7 (Domicile : 4-4; Extérieur : 6-3)      |
| Division Sud-Est    | Division Sud-Est                            | Division Sud-Est                            | Division Sud-Ouest                          | Division Sud-Ouest                          | Division Sud-Ouest                          | Division Sud-Ouest                          | Division Sud-Ouest                          |
| Équipe              | Domicile                                    | Extérieur                                   | Équipe                                      | Domicile                                    | Domicile                                    | Extérieur                                   | Extérieur                                   |
| Atlanta             | 109-106                                     | 113-127                                     | Dallas                                      | 118-110                                     | 121-87                                      | 119-101                                     | 108-115                                     |
| Charlotte           | 125-128                                     | 123-117                                     | Houston                                     | 111-90                                      | 113-106                                     | 122-95                                      |                                             |
| Miami               | 106-90                                      | 112-108                                     | Memphis                                     | 118-103                                     | 110-101                                     | 119-97                                      | 127-103                                     |
| Orlando             | 106-108                                     | 113-92                                      | New Orleans                                 | 122-101                                     | 106-117                                     | 121-120                                     | 107-121                                     |
| Washington          | 130-121                                     | 118-107                                     | San Antonio                                 | 102-94                                      | 114-105                                     | 117-110                                     | 112-113                                     |
| Division            | 7-3 (Domicile : 3-2; Extérieur : 4-1)       | 7-3 (Domicile : 3-2; Extérieur : 4-1)       | Division                                    | 15-4 (Domicile : 9-1; Extérieur : 6-3)      | 15-4 (Domicile : 9-1; Extérieur : 6-3)      | 15-4 (Domicile : 9-1; Extérieur : 6-3)      | 15-4 (Domicile : 9-1; Extérieur : 6-3)      |
| Conférence          | 19-11 (Domicile : 11-4; Extérieur : 9-7)    | 19-11 (Domicile : 11-4; Extérieur : 9-7)    | Conférence                                  | 37-15 (Domicile : 19-7; Extérieur : 18-8)   | 37-15 (Domicile : 19-7; Extérieur : 18-8)   | 37-15 (Domicile : 19-7; Extérieur : 18-8)   | 37-15 (Domicile : 19-7; Extérieur : 18-8)   |
| Total               | 56-26 (Domicile : 30-11; Extérieur : 26-15) | 56-26 (Domicile : 30-11; Extérieur : 26-15) | 56-26 (Domicile : 30-11; Extérieur : 26-15) | 56-26 (Domicile : 30-11; Extérieur : 26-15) | 56-26 (Domicile : 30-11; Extérieur : 26-15) | 56-26 (Domicile : 30-11; Extérieur : 26-15) | 56-26 (Domicile : 30-11; Extérieur : 26-15) |

## Classements

### Saison régulière
| Conférence Ouest | Conférence Ouest                    | Conférence Ouest | Conférence Ouest | Conférence Ouest | Conférence Ouest | Conférence Ouest | Conférence Ouest |
| No               | Franchise                           | Vic.             | Def.             | MJ               | V/D              | GB               |                  |
| ---------------- | ----------------------------------- | ---------------- | ---------------- | ---------------- | ---------------- | ---------------- | ---------------- |
| 1                | c - Thunder d'Oklahoma City         | 57               | 25               | 82               | .695             | -                |                  |
| 2                | x - Nuggets de Denver               | 57               | 25               | 82               | .695             | -                |                  |
| 3                | x - Timberwolves du Minnesota       | 56               | 26               | 82               | .683             | 1                |                  |
| 4                | y - Clippers de Los Angeles         | 51               | 31               | 82               | .622             | 6                |                  |
| 5                | y - Mavericks de Dallas             | 50               | 32               | 82               | .610             | 7                |                  |
| 6                | x - Suns de Phoenix                 | 49               | 33               | 82               | .598             | 8                |                  |
|                  |                                     |                  |                  |                  |                  |                  |                  |
| 7                | x - Pelicans de La Nouvelle-Orléans | 49               | 33               | 82               | .598             | 8                |                  |
| 8                | x - Lakers de Los Angeles           | 47               | 35               | 82               | .573             | 10               |                  |
| 9                | pi - Kings de Sacramento            | 46               | 36               | 82               | .561             | 11               |                  |
| 10               | pi - Warriors de Golden State       | 46               | 36               | 82               | .561             | 11               |                  |
|                  |                                     |                  |                  |                  |                  |                  |                  |
| 11               | o - Rockets de Houston              | 41               | 41               | 82               | .500             | 16               |                  |
| 12               | o - Jazz de l'Utah                  | 31               | 51               | 82               | .378             | 26               |                  |
| 13               | o - Grizzlies de Memphis            | 27               | 55               | 82               | .329             | 30               |                  |
| 14               | o - Spurs de San Antonio            | 22               | 60               | 82               | .268             | 35               |                  |
| 15               | o - Trail Blazers de Portland       | 21               | 61               | 82               | .256             | 36               |                  |

| Division Nord-Ouest           | V  | D  | MJ | V/D  | GB | Dom   | Ext   | Div  |
| ----------------------------- | -- | -- | -- | ---- | -- | ----- | ----- | ---- |
| c - Thunder d'Oklahoma City   | 57 | 25 | 82 | .695 | -  | 33-8  | 24-17 | 12-4 |
| x - Nuggets de Denver         | 57 | 25 | 82 | .695 | -  | 33-8  | 24-17 | 10-6 |
| x - Timberwolves du Minnesota | 56 | 26 | 82 | .683 | 1  | 30-11 | 26-15 | 12-4 |
| o - Jazz de l'Utah            | 31 | 51 | 82 | .378 | 26 | 21-20 | 10-31 | 5-11 |
| o - Trail Blazers de Portland | 21 | 61 | 82 | .256 | 36 | 11-30 | 10-31 | 1-15 |

### NBA In-Season Tournament
| Rang | Équipe                    | Pts | J | G | P | Pp  | Pc  | Diff |
| ---- | ------------------------- | --- | - | - | - | --- | --- | ---- |
| 1    | Kings de Sacramento       | 8   | 4 | 4 | 0 | 482 | 452 | 30   |
| 2    | Timberwolves du Minnesota | 7   | 4 | 3 | 1 | 438 | 438 | 0    |
| 3    | Warriors de Golden State  | 6   | 4 | 2 | 2 | 483 | 479 | 4    |
| 4    | Thunder d'Oklahoma City   | 5   | 4 | 1 | 3 | 463 | 439 | 24   |
| 5    | Spurs de San Antonio      | 4   | 4 | 0 | 4 | 429 | 487 | -58  |